# Bartek (arbre)
Pour les articles homonymes, voir Bartek.
L'arbre nommé Bartek est un chêne pédonculé qui se trouve à Zagnańsk, près de Kielce, en Pologne. Il s'agit de l'un des arbres les plus connus de Pologne. Son âge est estimé par les scientifiques entre 640 et 670 ans voire jusqu'à 1 012 ans en 2013 ; il a été choisi en 1934 comme le plus précieux des monuments naturels du pays et de nombreux touristes viennent le voir de toute la Pologne.

## Présentation
C'est l’un des trois plus vieux chênes polonais. Sur son tronc se trouve deux figures en fonte du Christ crucifié. Du côté ouest du chêne pousserait son fils légitime Bartuś, planté à l’occasion des manifestations du 1 000e anniversaire de l’État polonais à l'époque communiste, mais celui-ci est totalement oublié et localement, il n'en est pas fait mention[réf. nécessaire].